# Форт-Кобб (Оклахома)
Форт-Кобб (англ. Fort Cobb) — місто (англ. town) в США, в окрузі Каддо штату Оклахома. Населення — 518 осіб (2020).

## Географія
Форт-Кобб розташований за координатами 35°5′54″ пн. ш. 98°26′8″ зх. д. / 35.09833° пн. ш. 98.43556° зх. д. (35.098344, -98.435552).  За даними Бюро перепису населення США в 2010 році місто мало площу 1,42 км², з яких 1,40 км² — суходіл та 0,02 км² — водойми. В 2017 році площа становила 1,87 км², з яких 1,84 км² — суходіл та 0,02 км² — водойми.

## Демографія
Згідно з переписом 2010 року, у місті мешкали 634 особи в 265 домогосподарствах у складі 182 родин. Густота населення становила 445 осіб/км².  Було 302 помешкання (212/км²).
Расовий склад населення:
| - 77,3 % — білих - 14,8 % — корінних американців - 0,8 % — чорних або афроамериканців |

До двох чи більше рас належало 6,6 %. Частка іспаномовних становила 3,3 % від усіх жителів.
За віковим діапазоном населення розподілялося таким чином: 26,0 % — особи молодші 18 років, 56,0 % — особи у віці 18—64 років, 18,0 % — особи у віці 65 років та старші. Медіана віку мешканця становила 41,4 року. На 100 осіб жіночої статі у місті припадало 98,1 чоловіків;  на 100 жінок у віці від 18 років та старших — 91,4 чоловіків також старших 18 років.
Середній дохід на одне домашнє господарство  становив 48 756 доларів США (медіана — 39 688), а середній дохід на одну сім'ю — 60 283 долари (медіана — 53 438). Медіана доходів становила 46 250 доларів для чоловіків та 35 000 доларів для жінок. За межею бідності перебувало 20,0 % осіб, у тому числі 31,4 % дітей у віці до 18 років та 6,9 % осіб у віці 65 років та старших.
Цивільне працевлаштоване населення становило 249 осіб. Основні галузі зайнятості: освіта, охорона здоров'я та соціальна допомога — 44,2 %, виробництво — 8,0 %, сільське господарство, лісництво, риболовля — 8,0 %.